# Oli de balena

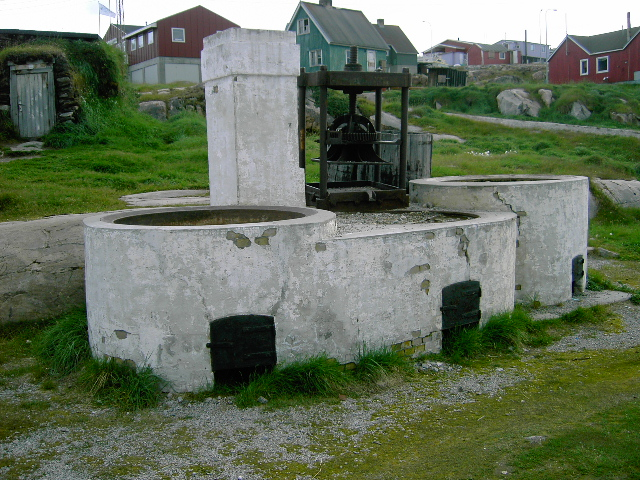
Forn utilitzat per produir oli de balena a Groenlàndia.

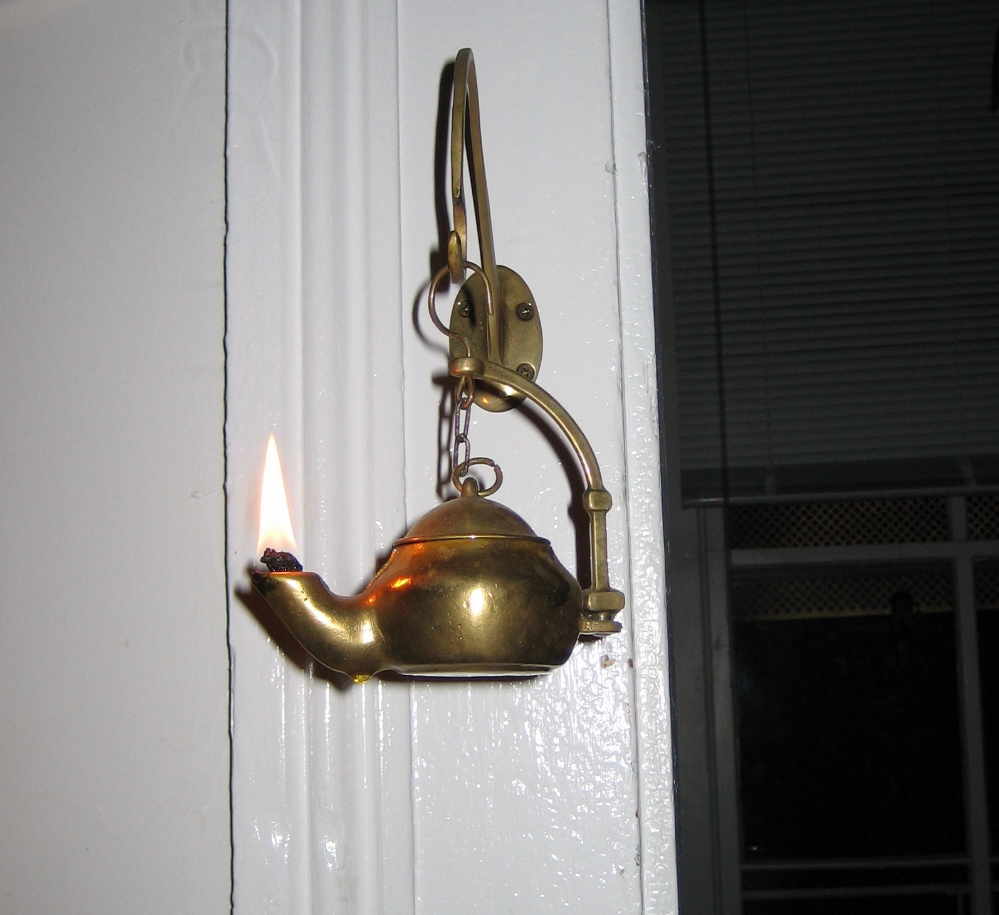
El primer ús de l'oli de balena va ser com a combustible per a làmpades.

L'oli de balena és l'oli obtingut del greix de diverses espècies de cetacis. L'oli de balena més important és l'espermaceti que s'obté dels catxalots. Altres cetacis molt cotitzats per la qualitat del seu oli són les tres espècies de balena franca (Eubalaena japonica, Eubalaena glacialis i Eubalaena australis) i la balena de Groenlàndia.

## Descripció
L'oli de balena és químicament una cera líquida i no pas un oli. És clar i flueix fàcilment. Varia de color des del groc brillant al marró fosc, d'acord amb la qualitat del greix del qual ha estat extret.
L'estearina i l'espermaceti poden ser separats de l'oli de balena a temperatures baixes (per sota de 0 °C). Aquests components poden ser cristal·litzats gairebé íntegrament.

## Usos
El primer ús de l'oli de balena va ser com a combustible de làmpades i com a cera de la vela. Va ser una important font d'aliment per als pobles indígenes del Pacífic al nord-oest, com el Nootka. Va ser el primer oli animal o mineral a aconseguir viabilitat comercial, molt utilitzat com a lubricant, en la fabricació de margarines i en la base de pintures antioxidants.
El declivi en el seu ús va començar amb el desenvolupament del querosè a partir del carbó el 1846 i el descobriment de petroli en perforacions, a finals del segle xix, que va portar al reemplaçament dels olis de balenes a la majoria d'aplicacions no alimentàries.
El 1986, la Comissió Balenera Internacional va establir una moratòria sobre la caça comercial de cetacis, cosa que va ocasionar que l'oli de balena deixés de ser un producte viable. Com a substitut per a la majoria dels seus usos s'empra l'oli de jojoba.

## A la literatura, ficció i històries
La recerca i ús de l'oli de balena, juntament amb altres aspectes de la caça de balenes, són discutits a la novel·la d'Herman Melville, Moby Dick (1851).
A La Història de la Humanitat (1896), Friedrich Ratzel va citar el comentari del capità James Cook en relació als Maoris, que deia "Cap groenlandès va estar tan afamat d'oli de balena com els nostres amics aquí, que s'empassaven amb avidesa els excrements pudents quan estàvem bullint el greix de melga."